# Walter Edwin
Walter Edwin (1868 – ?) fue un director y actor teatral y cinematográfico de nacionalidad británica, activo en la época del cine mudo.

## Biografía
Nacido en Hertfordshire, Inglaterra, trabajó en los Estados Unidos. En 1908 actuó en Saved by Love, un film producido por Edison Studios y dirigido por Edwin S. Porter, en el cual actuaban Florence Turner y Miriam Nesbitt. 
Como actor teatral, actuó en el circuito de Broadway. En 1910, su nombre aparecía en el reparto de la obra The Scarlet Pimpernel, en la cual también trabajaban otros actores ingleses, entre ellos Maurice Elvey y Fred Groves.
Edwin prosiguió su carrera de actor cinematográfico, rodando en total, hasta el año 1913, treinta y seis películas. Nel 1912, era passato dietro alla macchina da presa. Como director, y hasta el año 1917, realizó casi setenta filmes. A partir de finales de los años 1910 hasta 1930, intervino en numerosas producciones teatrales representadas en Broadway.

## Teatro
- The Scarlet Pimpernel (Broadway, 24 de octubre de 1910)
- Henry of Navarre (Broadway, 28 de noviembre de 1910)
- Dark Rosaleen (Broadway, 22 de abril de 1919)
- Paddy the Next Best Thing (Broadway, 27 de agosto de 1920)
- The Playboy of the Western World (Broadway, 16 de abril de 1921)
- The Rise of Rosie O'Reilly (Broadway, 25 de diciembre de 1923)
- The Farmer's Wife (Broadway, 9 de octubre de 1924)
- Castles in the Air (Broadway, 6 de septiembre de 1926)
- Pickwick (Broadway, 5 de septiembre de 1927)
- Whispering Friends (Broadway, 20 de febrero de 1928)
- The Yellow Jacket (Broadway, 7 de noviembre de 1928)
- Falstaff (Broadway, 25 de diciembre de 1928)
- The Plutocrat (Broadway, 20 de febrero de 1930)
- Bird in Hand (Broadway, 10 de noviembre de 1930)

## Filmografía

### Actor
- Saved by Love, de Edwin S. Porter (1908)
- A Conspiracy Against the King, de J. Searle Dawley (1911)
- A Modern Cinderella, de J. Searle Dawley (1911)
- How Washington Crossed the Delaware, de J. Searle Dawley (1912)
- The Totville Eye, de C.J. Williams (1912)

### Director
- The Escape from Bondage, codirigida con J. Searle Dawley (1912)
- Ann (1913)
- Comedy and Tragedy (1914)
- The Sentimental Lady (1915)
- The Spendthrift (1915)
- The Woman Next Door (1915)